# Kreuzrastquelle
Koordinaten: 46° 43′ 59,8″ N, 12° 42′ 11,5″ O
Die Kreuzrastquelle ist eine Quelle in den Lienzer Dolomiten in Osttirol (Gemeinde Untertilliach). Die Quelle befindet sich nordseitig des Lababachs am südostseitigen Wandfuß des Eggenkofels auf einer Seehöhe von 1589 m ü. A. Der Gailtaler Höhenweg führt an der Kreuzrastquelle vorbei. 
Dem Wasser der Kreuzrastquelle wird besonders bei Hauterkrankungen heilende Wirkung zugesprochen, so ist es auf dem Gedenkstein angeführt. Wissenschaftlich erwiesen ist dies jedoch nicht.